# Нечипоренко, Александр Захарович
Алекса́ндр Заха́рович Нечипоре́нко (1916—1980) — советский уролог-онколог, учёный, педагог, военный хирург. Автор метода исследования элементов крови в осадке мочи (анализ мочи по Нечипоренко).

## Биография
Родился 21 апреля 1916 года в Малине Волынской губернии (ныне Житомирской области Украины). В 1940 году окончил Киевский медицинский институт.
Участник Великой Отечественной войны.
В 1945—1947 годах проходил подготовку по грудной хирургии в Военно-медицинской академии имени С. М. Кирова. После этого служил начальником хирургических отделений различных военных госпиталей (1947—1957), а затем — урологических отделений окружных военных госпиталей (1957—1965).
С 1965 года — на гражданской службе в Ростове-на-Дону, где работал ассистентом кафедры факультетской хирургии местного медицинского института (1965—1967).
В 1967 году стал научным руководителем онкоурологического отдела Научно-исследовательского института онкологии и медицинской радиологии в Ростове-на-Дону. В 1968—1980 годах заведовал курсом урологии Гродненского медицинского института.
Кандидат медицинских наук (1965), доцент.
Умер 5 ноября 1980 года в Гродно на 65-м году жизни.

## Научная деятельность
Занимался разработкой проблемы хронического пиелонефрита и онкоурологии. Впервые внедрил цистэктомию при раке мочевого пузыря, лимфаденэктомию при злокачественных опухолях яичка. Известен как автор метода исследования элементов крови в осадке мочи (анализ мочи по Нечипоренко).

## Общественная деятельность
В конце 1960-х гг. организовал первый филиал Белорусского общества урологов, председателем которого был до конца жизни.

## Семья
- Сын — Нечипоренко Николай Александрович (род. 26 октября 1946, Малин, Житомирская область, УССР, СССР) — доктор медицинских наук, профессор, заведующий курсом урологии Гродненского государственного медицинского университета, научная деятельность связана с изучением проблем онкоурологии, урогинекологии, неотложной урологии.